# Neferites I
Neferites I – władca starożytnego Egiptu, pierwszy faraon XXIX dynastii.

## Życiorys
Doszedł do władzy jesienią 399 p.n.e., najprawdopodobniej po uwięzieniu i straceniu poprzedniego faraona Amyrtajosa. Panował w latach 399-393 p.n.e. Koronował się w Memfis i być może w Sais; w latach późniejszych stolicą jego państwa było Mendes. Na podstawie tego faktu wysuwa się tezę o pochodzeniu przedstawicieli XXIX dynastii ze wspomnianego miasta.
Początkowo prowadził aktywną politykę zagraniczną, skierowaną przeciwko Persji. Wyrazem jej było przymierze zawarte przez Neferitesa z królem Sparty Agesilaosem, przypieczętowane wysłaniem przez Egipt pomocy w postaci 500 tysięcy korców zboża i wyposażenia dla 100 trójrzędowców. Flota wioząca to zaopatrzenie została jednak przechwycona koło Rodos przez flotę dowodzoną przez ateńskiego najemnika w służbie perskiej Konona i rozbita.
Po tej porażce Neferites wycofał się z aktywnej polityki zagranicznej, kierując uwagę na sprawy wewnętrzne. Rozwinął w tym czasie intensywną działalność budowlaną (m.in. świątynia w Atribis, odbudowa kaplicy w Tebach). W latach 90. XX wieku odkryto i zidentyfikowano miejsce jego pochówku w Mendes.

## Tytulatura
| G5 |

| G5 |

| aA · a | ib |

| aA · a | ib |

| aA · a | ib |

| aA · a | ib |

| G5 |

| G5 |

| aA · a | ib |

| aA · a | ib |

| aA · a | ib |

| aA · a | ib |

| G8 |

| G8 |

| nTrw | stp |

| nTrw | stp |

| nTrw | stp |

| nTrw | stp |

| G8 |

| G8 |

| nTrw | stp |

| nTrw | stp |

| nTrw | stp |

| nTrw | stp |

| M23 · X1 | L2 · X1 |

| M23 · X1 | L2 · X1 |

| N5 | E10 · N35 | R8A · N36 |

| N5 | E10 · N35 | R8A · N36 |

| N5 | E10 · N35 | R8A · N36 |

| N5 | E10 · N35 | R8A · N36 |

| M23 · X1 | L2 · X1 |

| M23 · X1 | L2 · X1 |

| N5 | E10 · N35 | R8A · N36 |

| N5 | E10 · N35 | R8A · N36 |

| N5 | E10 · N35 | R8A · N36 |

| N5 | E10 · N35 | R8A · N36 |

| G39 | N5 |

| G39 | N5 |

| N35 · G1 | M17 | M17 | I9 · O29 | T12 |

| N35 · G1 | M17 | M17 | I9 · O29 | T12 |

| N35 · G1 | M17 | M17 | I9 · O29 | T12 |

| N35 · G1 | M17 | M17 | I9 · O29 | T12 |

| G39 | N5 |

| G39 | N5 |

| N35 · G1 | M17 | M17 | I9 · O29 | T12 |

| N35 · G1 | M17 | M17 | I9 · O29 | T12 |

| N35 · G1 | M17 | M17 | I9 · O29 | T12 |

| N35 · G1 | M17 | M17 | I9 · O29 | T12 |

Poza wymienionymi znane jest kilka innych wariantów zapisu imion Neferitesa, które tłumaczy się jednak tak samo.